# Waimiri-Atroari

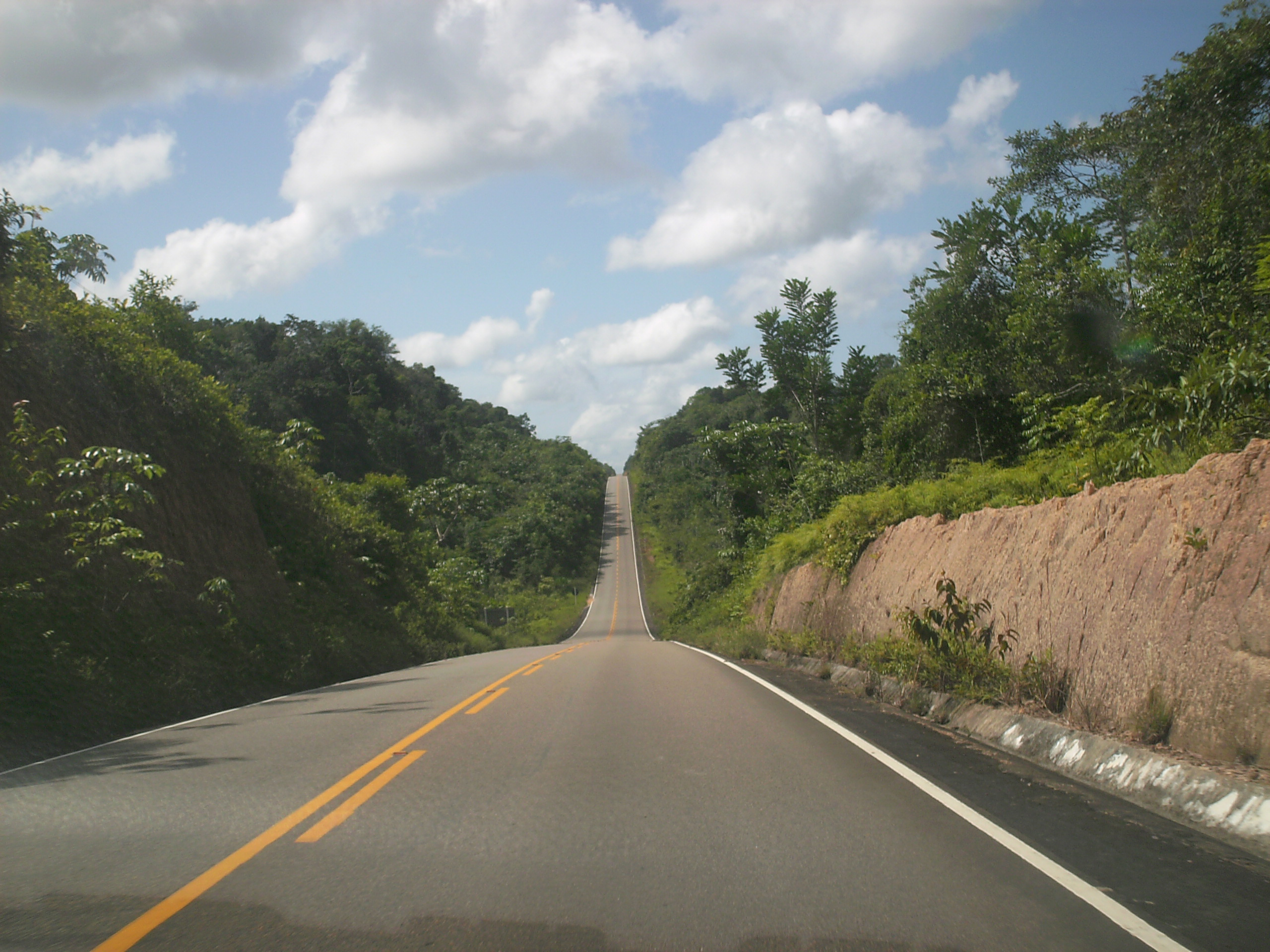
A Rodovia BR-174 cortando a Terra Indígena Waimiri-Atroari em Roraima, no Brasil

Waimiri-Atroari é um povo indígena que habita o Sudeste do estado brasileiro de Roraima e o Nordeste do estado brasileiro do Amazonas, mais precisamente a Área Indígena Waimiri-Atroari. São do ramo linguístico Karib cujo território imemorial de ocupação está situado entre os rios Uatumã, Negro e Branco.
Foram conhecidos também como Crichanás, Jauapery, Uaimiri-Atroari, Bonari quando segmentos expansionistas da sociedade envolvente brasileira travaram seus primeiros contatos com eles, sobretudo a partir do Século XIX. Em 1905, Hubner e Koch-Grunberg os estimaram em 6000 pessoas. Suas terras eram pródigas em produtos de grande importância comercial para a época, atraindo, assim, a cobiça de colonizadores pioneiros que subiram pelos rios Uatumã, Negro, Branco e Jauaperi.

## Contatos e conflitos
No século XIX, os contatos mais conhecidos ocorreram na foz do rio Jauaperi, próximo às vilas de Moura e Airão, de forma quase sempre belicosa, com o apoio inclusive de forças policiais do Amazonas. Aldeias inteiras foram dizimadas por expedições oficiais do governo ou por matadores profissionais, porque sua população era tida como empecilho à livre exploração das riquezas naturais existentes nas terras que ocupavam.
Só por volta de 1870 é que aconteceu o primeiro contato amistoso, por intermédio do etnógrafo e botânico João Barbosa Rodrigues.
No século XX, sua história é marcada por uma importante resistência aos grandes projetos da Ditadura Militar (1964-1985). Por várias vezes, ao longo do século XX, suas terras foram objeto de esbulho e de abertura a  empreendimentos que atendessem aos interesses econômicos da sociedade nacional. Mas foi na década de 1960 que foram iniciados, por parte da Ditadura Militar, um processo que culminou com o genocídio de mais de 2500 pessoas pertencentes a esse povo. O Serviço de Proteção ao Índio e, em seguida, a Fundação Nacional do Índio -  órgãos indigenistas do estado brasileiro - , por meio dos trabalhos da Frente de Atração e Contato dos Waimiri-Atroari, foram pontas de lança para esse genocídio. O exército brasileiro teve papel fundamental nesse processo de extermínio dos Waimiri-Atroari, durante a construção da BR-174, rodovia que atravessou o território indígenas e que tinha por finalidade a implantação de mineração dentro do território tradicional dos Waimiri-Atroari. Há registros do uso de metralhadoras, granadas, dinamite e até mesmo armas químicas contra os Waimiri-Atroari. Nos sucessivos massacres promovidos pelo Exército, que se estenderam ao longo de toda a década de 1970, morreram não somente os homens que revidavam aos ataques, mas também mulheres, idosos e crianças. Essas memórias são retratadas pelos próprios índios entre os anos de 1985 e 1986, quando os missionários Egydio e Doroty Schwade, implementaram junto a esta etnia o método de alfabetização de Paulo Freire na aldeia Yawará em Roraima. Nesse período, os índios, por meio de desenhos, puderam demonstrar as atrocidades pelas quais eles tinham passado durante o regime civil-militar.
Segundo o Relatório do Comitê Estadual pelo Direito à Verdade, à Memória e à Justiça do Amazonas, no final da década de 1970 até meados de 1980, a intensificação do contato da sociedade nacional com os Waimiri-Atroari, somada à ação de jagunços contratados pela Paranapanema, acarretou-lhes novamente consequências dramáticas em termos de depopulação provocada por choques armados e por surtos epidêmicos de doenças exógenas que debilitaram toda sua população, a ponto de as pessoas em idade produtiva não poderem mais caçar, pescar nem cultivar roças, fato que acabou por redundar num grave estado de inanição e de desagregação social em várias de suas aldeias. Em 1974, a população sobrevivente era em torno de 1500 pessoas. Em 1983, o pesquisador do Museu Emilio Goeldi, Stephen Grant Baines, contabilizou apenas 332 sobreviventes, a maioria crianças e adolescentes.
|      |           | Dados Demográficos                      |
| Ano  | População | Fonte                                   |
| ---- | --------- | --------------------------------------- |
| 1905 | 6000      | Hubner e Koch-Grunberg                  |
| 1968 | 3000      | FUNAI (Pe. João Calleri)                |
| 1972 | 3000      | FUNAI                                   |
| 1974 | 600-1000  | FUNAI (Gilberto Pinto Figueiredo Costa) |
| 1982 | 571       | FUNAI (Giusepe Craveiro)                |
| 1983 | 350       | FUNAI                                   |
| 1983 | 332       | Museu Emilio Goeldi (Stephen G. Baines) |
| 1987 | 420       | UNICAMP (Marcio Sílva)                  |
| 1991 | 505       | PWA - ELETRONORTE                       |
| 2011 | 1515      | PWA - ELETRONORTE                       |

Dois dos episódios mais emblemáticos do contato atabalhoado que se passou a travar com os Waimiri-Atroari, decorrente da pressão pela construção acelerada da Rodovia BR-174 (que liga Manaus a Boa Vista), foi a morte das equipes que atuaram na tentativa de atrair os Waimiri-Atroari: uma, a do padre e antropólogo Giovane Calleri, em 1968, a quem se incumbiu de consumar o contato com eles num período de três meses; a outra, da Fundação Nacional do Índio, chefiada pelo indigenista Gilberto Pinto Figueiredo, que tentara restabelecer a Frente de Atração, com o intuito de promover um contato baseado no respeito à cultura indígena e de forma paulatina, apesar das circunstâncias tumultuadas. Gilberto não tinha a intenção etnocêntrica de integrar os índios à civilização. Ao contrário, tinha por premissa o estabelecimento de um convívio interétnico assentado no respeito mútuo, única maneira de orientar as relações de modo a que o advento do domínio ocidental - dos pontos de vista  - não acarretasse consequências avassaladoras que fizessem tábua rasa da tradição da cultura autóctone, em face da modernidade histórica do capitalismo em expansão. Os dois episódios foram narrados no romance Tocaia do Norte, da escritora Sandra Godinho.
Três grandes empreendimentos estiveram na base desse processo: a Rodovia BR-174, estabelecida, dentro da terra indígena, entre 1967 a 1977; a instalação de mineradora em Pitinga (do grupo Paranapanema), em 1979, de extração de cassiterita, como resultado de chicanas jurídico-administrativas, tramadas nas esferas do governo federal, que culminaram na esbulho de 526.000 hectares da terra indígena e na abertura, de outra rodovia ilegal para o escoamento do minério extraído; e, por fim,  a desastrosa construção da Usina Hidrelétrica de Balbina (concluída em 1989) que, apesar de pouco produtiva, forçou o deslocamento de 30% da população Waimiri-Atroari em decorrência da formação do reservatório de 30 mil hectares construído na terra indígena, como também de todo o contexto socio-político-econômico da região. Simultaneamente, foram griladas grandes faixas de terra dentro do território tradicional desse povo, as quais beneficiaram empresários e políticos do Estado de São Paulo com lotes simétricos de 5 quilômetros de frente por 6 quilômetros de fundo, totalizado três mil hectares cada.
Na Ação Civil 0000341-15.2010.4.01.3200 a justiça brasileira na 1ª Vara Federal Cível  reconheceu os direitos dos Waimiri-Atroari sobre as terras afetadas na década de 1980 pela Usina Hidrelétrica de Balbina, no Amazonas; considerando as provas histórico-antropológicas apresentadas pelo MPF, que mostraram a ocupação tradicional/ancestral indígena na região desde o século XIX.
Além de reconhecer o direito de posse dos indígenas, estes também receberam indenização da Eletronorte, a Funai e, a União por danos coletivos nos Waimiri-Atroari, que foram transferidos de suas terras para a criar a Usina Hidrelétrica e, sofreram sofrimento com o atraso na redefinição dos limites da Terra Indígena. E por fim anulou os títulos das terras concedidos pelo governo estadual do Amazonas indevidamente loteada no período de 1969 à 1971 no chamado "Loteamento Pitinga", posteriormente desapropriados pela Eletronorte para a construção do reservatório da usina (de 30 mil hectares). Assim o reservatório é atualmente usado pelos indígenas para pesca, as ilhas são usadas para roça e coleta.

## Os costumes dos Waimiri-Atroari
O território tradicional do povo Waimiri-Atroari se estende por uma área muito maior do que os limites da terra indígena demarcada. Isso porque, a partir do Regime Militar, o território indígena foi invadido por mineradores, grileiros de terra e pelas obras de construção da Usina Hidrelétrica de Balbina.
Até a demarcação da terra, três decretos presidenciais apresentaram limites diferentes para a terra indígena. O primeiro deles é de 1971, do General Emílio Garrastazu Médici, que excluiu mais de 70% do território tradicional. Médici excluiu da terra indígena toda a área grilada por famílias influentes do estado de São Paulo.
O segundo decreto é de 1981, do General João Figueiredo. Figueiredo devolveu parte da área norte do território, no entanto, ele excluiu mais 526.800 hectares da terra que havia sido invadida pelo grupo de mineração Paranapanema em 1979. A área invadida pela Paranapanema é conhecida como Pitinga e está situada no Município de Presidente Figueiredo no Estado do Amazonas. O terceiro e último decreto é de 1989, do Presidente José Sarney. Sarney também devolveu parte do território indígena Waimiri-Atroari, mas deixou de fora toda a terra invadida pelos grileiros e pelas mineradoras, além da terra inundada pela formação do reservatório da Hidrelétrica de Balbina.

### Compensações aos Waimiri-Atroari sobreviventes
Após ser denunciado internacionalmente, o Governo Federal foi obrigado pelas instituições financiadoras da Hidrelétrica de Balbina a criar medidas compensatórias aos Waimiri-Atroari pelos danos causados ao seu território. A primeira providência adotada foi a demarcação, em 1987, por meio de financiamento pela Centrais Elétricas do Norte do Brasil S.A., de uma terra com superfície de 2.585.911 hectares, de conformidade com a proposta delimitatória apresentada por estudos antropológicos realizados por grupo técnico constituído pela Fundação Nacional do Índio que, por pressões políticas, excluiu da terra indígena 526.000 hectares território invadido pela empresa mineradora (a leste) bem como a área que foi grilada por particulares e que seria inundada pela formação do reservatório da hidrelétrica (a sudeste).
A segunda foi a implantação do Programa Waimiri Atroari, em 1988, com ações múltiplas nas áreas de administração, saúde, educação, meio ambiente, apoio à produção, documentação e memória. O objetivo declarado foi o de que os Waimiri-Atroari pudessem preservar dinamicamente sua autonomia cultural, a partir de uma inserção social em bases equilibradas, no contexto da sociedade nacional - o que, infelizmente, não ocorre com a maioria dos povos indígenas no Brasil.

### O Programa Waimiri-atroari: uma nova era
Com o Programa Waimiri Atroari, a comunidade indígena passou a contar com os serviços de um quadro dinâmico de pessoal, cuja maior parte dos técnicos é sempre lotada em postos dotados da necessária infraestrutura para assistência direta à população das aldeias.
Decorridos vinte anos de execução do programa, os Waimiri Atroari desfrutam hoje de melhores condições de vida, tanto se comparados com as demais etnias existentes no Brasil, quanto com a população não índia dos interiores da Amazônia.
A demografia dos Waimiri Atroari, que, em 1987, era de 374 pessoas, atualmente está em  1 232 (31 de dezembro de 2007). Seu índice de crescimento vegetativo, atingiu no final de dezembro de 2007, 5,1% ao ano, um dos maiores do mundo.
Toda a comunidade indígena desfruta de atendimento médico primário que lhe assegura uma cobertura vacinal de cem por cento; de serviço de vigilância epidemiológica no entorno de toda a sua terra; de controle de doenças preveníveis - como malária, infecções respiratórias agudas, diarreias, verminoses e dermatoses. Esses procedimentos propiciaram uma significativa diminuição do seu índice de mortalidade geral.
O número de  aldeias aumentou para dezenove. Em nenhuma delas, há registro de casos de alcoolismo nem de outras mazelas causadas por desajustes sociais. O custo de manutenção de todo esse quadro de saúde é de apenas 471,28 dólares estadunidense per capita, ao ano.
Na área de educação, em 2007, houve, entre os Waimiri Atroari, um total de 777 alunos: 402 homens e 375 mulheres, entre crianças, adolescentes, adultos e idosos, correspondendo a 63,06 por cento de sua população. A faixa etária da maior parte dos alunos vai dos treze aos trinta anos. 27,7 por cento já são alfabetizados e 17,5 por cento estão no processo de pré-alfabetização.
A construção das escolas obedece a padrões tradicionais de arquitetura, utilizando materiais extraídos da própria terra indígena. Os únicos materiais não produzidos na comunidade são o cimento, o mobiliário e o material escolar. Todas as aldeias mantêm escolas funcionando com a participação de professores indígenas. Isso tem contribuído para uma maior eficiência das atividades didático-pedagógicas, além de ser um passo importante para a afirmação da autogestão Waimiri Atroari.
As escolas são bilingues e o calendário escolar obedece às atividades culturais da comunidade. Do material didático utilizado, faz parte um livro de alfabetização e um livro de matemática produzidos com a participação de professores indígenas. Um banco de dados é constantemente enriquecido com a gramática da língua nativa para a edição e atualização do material didático destinado a índios e a não índios.
A etnomatemática já é uma realidade no currículo escolar. Há, também, um jornal redigido pelos próprios alunos que circula em todas as aldeias, criando, entre elas, um intercâmbio informativo, educativo e cultural.
No ano de 1997, o governo federal e os dos estados do Amazonas e Roraima elegeram, como uma de suas obras prioritárias de infraestrutura, a pavimentação da Rodovia BR 174, depois de dezenove anos de sua abertura inicial atravessar a terra Waimiri Atroari em 125 quilômetros.
Antes do asfaltamento, a comunidade indígena se antecipou em elaborar um Plano de Proteção Ambiental e Vigilância Territorial. Esse plano visou a atenuar os impactos socioambientais que decorreriam do aumento do fluxo de veículos, bem como da maior complexidade no relacionamento ostensivo entre a população indígena e as pessoas não índias, em trânsito constante pela região, cujo número aumentaria por causa da pavimentação da rodovia.
Trata-se de um fato incomum na história do contato entre brancos e povos indígenas no Brasil: os Waimiri Atroari exigiram diretamente dos governos referidos acima (antes do início das obras de pavimentação) os recursos financeiros necessários à implementação de medidas socioambientais preventivas e mitigadoras.
Os trabalhos de vigilância territorial e ambiental, na terra Waimiri Atroari, têm apresentado resultados satisfatórios. Em seu interior, não há nenhuma ocupação indevida por não índios - seja de missionários, garimpeiros, madeireiros, caçadores ou pescadores.
Um fato que chama a atenção é a farta provisão de alimentos da comunidade indígena. Suas roças são cultivadas seguindo critérios tradicionais de manejo ecológico de solo e da hileia amazônica. O tamanho de suas áreas de cultivo pode chegar a até seis hectares, conforme o maior ou menor número de habitantes por aldeia.
Há, nelas, um cultivo variado de espécies agrícolas e de frutíferas tradicionais. De forma criteriosa, com a assessoria de técnicos do programa, os Waimiri Atroari estão introduzindo algumas espécies novas, através de módulos de observação agroflorestal.
Esses módulos servem  para testar a viabilidade das espécies novas ao ecossistema regional e sua adaptabilidade ao modo de vida da comunidade indígena. Para o suprimento de proteína animal, baseado na caça e na pesca, os Waimiri Atroari estão diversificando e ampliando a criação de galinhas, patos, perus, gansos, coelhos, codornas, antas (experimental), capivaras (experimental), porcos-do-mato – caititus (experimental), tartarugas, tracajás e jabutis (experimental), além de um pequeno rebanho de gado bovino.
Desenvolvem também um projeto de piscicultura, mantendo um reservatório onde criam peixes de sua preferência alimentar – como o tambaqui, a matrinxã e a curimatã. Seja pela exploração dos recursos naturais de sua terra, seja pelo incremento de projetos de manejo autóctone, ou mesmo, pela tecnologia da qual se apropriam, os Waimiri Atroari têm usufruído de um excelente quadro nutricional. Toda essa sinergia de fatores traduz a melhoria da qualidade de vida de sua população.
Neste contexto de bem-estar, ressurgiu a alegria que é manifestada através do maryba (pronunciado marubá), uma festa-ritual que cada aldeia habitualmente promove, convidando as demais a participarem. É, também, uma ocasião para se iniciarem crianças do sexo masculino no ritual do behe (pronunciado berrê), além de propiciar, durante os festejos, oportunidades de casamento para os jovens. Por estas razões, o maryba culmina num congraçamento de afirmação da identidade étnica dos Waimiri Atroari.
Além de crianças para o rito de passagem do behe, outra condição óbvia para um maryba é haver abundância de alimentos para todos os convivas, por um tempo que pode variar de três dias a uma semana.
Pode-se dizer que, nestes períodos de sobressaltos no contato entre a sociedade envolvente e os Waimiri Atroari, nunca a população indígena realizou tantos maryba, com suas dezenove aldeias promovendo sucessivas e pródigas festas.
Os Waimiri Atroari seguem assim com determinação para se assenhoriar de seu destino, através do inelutável relacionamento que precisam manter com a sociedade brasileira não índia, somando conquistas à sua história de povo que não capitulou, nem física nem culturalmente, apesar dos infortúnios que sofreu.
Eles têm, hoje, uma consciência lúcida e soberana de seus direitos, de seu lugar no mundo e de sua autogestão política e cultural em defesa de sua cidadania étnica. E nos dão a ver, com eminente presença de espírito, que políticas indigenistas devem se fundamentar no respeito às diversidades culturais; que terra indígena demarcada e regularizada (boas cercas fazem bons vizinhos, disse o poeta Robert Frost), não é nenhum empecilho para o desenvolvimento do país e que nenhum povo deve estar fadado à exclusão do bem comum, tendo em vista o potencial de recursos que todos poderemos generosamente usufruir, construindo, de sol a sol, o destino da multiétnica nação brasileira.